# Воргол (село)
Ворго́л — село в Україні, у Кролевецькій міській громаді Конотопського району Сумської області. Населення становить 284 осіб (2001 рік). До 2020 орган місцевого самоврядування — Литвиновицька сільська рада.

## Географія
Село Воргол знаходиться навколо великого озера в яке впадає річка Ворголка, а витікає річка Стрижень, яка через 3 км впадає в річку Клевень. Вище за течією річки Ворголки на відстані 1,5 км розташоване село Зазірки, нижче за течією річки Стрижень на відстані 1,5 км розташоване село Литвиновичі. Через село проходить автомобільна дорога Т 1911.

## Символіка
На гербі зображена у вигляді синього трикутника Склеп-піраміда Шечкових (синій колір взятий з родинного герба Аммосових) на червоному тлі (село відноситься до Кролевецької громади). На піраміді знаходиться найцінніша місцева знахідка, яка стала символом села - зображення Мергелевої формочки з городища Воргол Західне. По бокам знаходяться смолоскипи як свідчення давності поселення, вірування в поганських богів (вірили в Сіма і Ворхгла), і те що такі скарби дійшли до нас через темінь віків (також в піраміді усипальниці проводять екскурсії зі смолоскипом). Унизу зображені дві вовчі голови в скандинавському стилі - назва села зі шведської означає вовк.

## Археологія

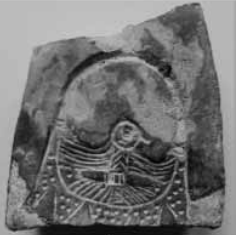
Мергелева формочка з городища Воргол Західне

На високому пагорбі Вишнева гора на околиці Воргола знайдено городище (VII—X ст.) часів Київської Держави, залишки літописного міста Воргол, ліквідованого 1284 р. Наші предки, сонцепоклонники, тисячу років тому брали тут воду з джерела яке і сьогодні дає воду людям.
Кераміка, вироби із заліза та бронзи, частини прикрас — такі речі під час розкопок поблизу села Воргол знайшла група археологів. За словами куратора експедиції — старшого наукового співробітника Інституту археології Національної Академії Наук України Дмитра Каравайка, дослідили площу у понад 250 квадратних метрів: на ній виявили 20 господарських ям. Знайдені речі, додає, датовані II-І століттям до нашої ери й належать до Зарубинецької археологічної культури.

## Назва
Назву річки та села одні дослідники виводять з угро-фінських мов, і перекладають як «лісова річка». Представники цієї мовної групи справді проживали тут за часів кам’яної та бронзової доби. Інші ж вказують на те, що слово «варг» шведською означає вовк.

## Населення

### Мова
Розподіл населення за рідною мовою за даними перепису 2001 року:
| Мова            | Кількість | Відсоток |
| --------------- | --------- | -------- |
| українська      | 277       | 97.54%   |
| російська       | 6         | 2.11%    |
| інші/не вказали | 1         | 0.35%    |
| Усього          | 284       | 100%     |

## Історія

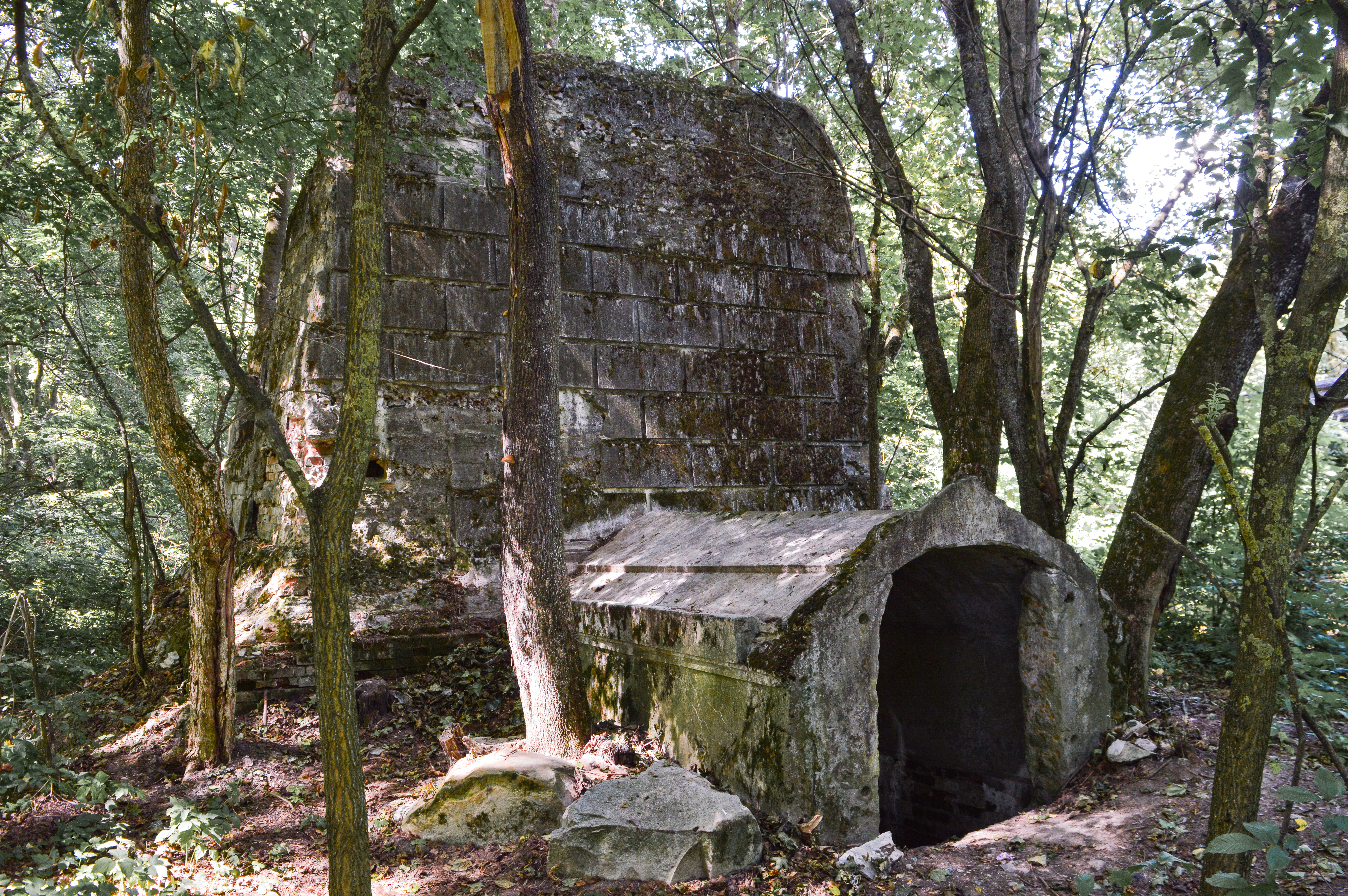
Склеп-піраміда Шечкових

Село знаходиться на місці однойменного літописного міста домонгольського періоду, що входило до складу Путивльського князівства. В літописах Воргол згадано під 1284 роком, коли Воргольське князівство зазнало тяжкого татарського погрому.
Село засновано на території Чернігівського воєводства Речі Посполитої у першій половині XVII ст.
Село належало поміщикам Миклашевським, потім Шечковим. Залишився склеп-піраміда Шечкових, збудований Олександром Петровичем Шечковим.
З 1917 у складі УНР. Згодом — у складі УРСР.
1929 комуністична влада почала терор проти незалежних аграріїв, заганяючи у колгоспи. 1932 у селі почалися масові убивства голодом. 1941 сталінська влада утекла із села, 1943 — повернулася. З огляду на небезпеку партизанського руху 1946 року знову вдалася до терору голодом. До початку 1960-тих років мешканці села не мали право на загальнодержавний паспорт і насильно утримувалися в селі. Перші пенсії уряд СССР почав виплачувати лише з 1964 року.
1991 абсолютна більшість селян висловилася в підтримку відновлення державної самостійності України.
12 червня 2020 року, відповідно до розпорядження Кабінету Міністрів України № 723-р «Про визначення адміністративних центрів та затвердження територій територіальних громад Сумської області», село увійшло до складу Кролевецької міської громади.
19 липня 2020 року, в результаті адміністративно-територіальної реформи та ліквідації Кролевецького району, увійшло до складу новоутвореного Конотопського району.
26 лютого 2022 року місцеві чоловіки взяли у полон сімох російських солдатів, які вели ще двох українських полонених. Росіяни втратили бронетехніку, на якій приїхали в Україну, і йшли пішки через село. Максим Конюх — мешканець с. Воргол згадував: "Ми їх привели сюди, вони тут роззброїлися. Ми їх напоїли обіцяним чаєм. Повелися на чай і тепло. Вони дуже боялися, що їх будуть катувати. Їх поміняли на наших воїнів».

## Пам'ятки
- Склеп-піраміда Шечкових
- Парк-пам'ятка садово-паркового мистецтва «Воргол»[8] площею 5,7 га. Древостан парку притаманний місцевим лісам з вертикальною структурою. Багатий видовий склад ярусу трав, в якому представлені типові домінанти та 7 видів весняних ефемероїдів, в т.ч види, занесені до Переліку видів рослин, тварин і грибів, що підлягають особливій охороні на території Сумської області (ряст проміжний).
- Криниця на честь Воргольської ікони Божої Матері
- Ворголські каньйони
- Вишневі гори. Існує легенда про чоловіка Чудеску, що тут шукав скарби